# قلعه‌بن
قلعه‌بن (به لاتین: Qələbin) یک منطقه مسکونی در جمهوری آذربایجان است که در شهرستان لریک واقع شده‌است.

## جمعیت
قلعه‌بن ۳۳۰ نفر جمعیت دارد.

## ریشه واژه
بین یا بن در زبان تالشی به‌معنی پایین و زیر است و قلعه‌بن به‌معنی پایین یا زیر قلعه است.